# 蜜腺

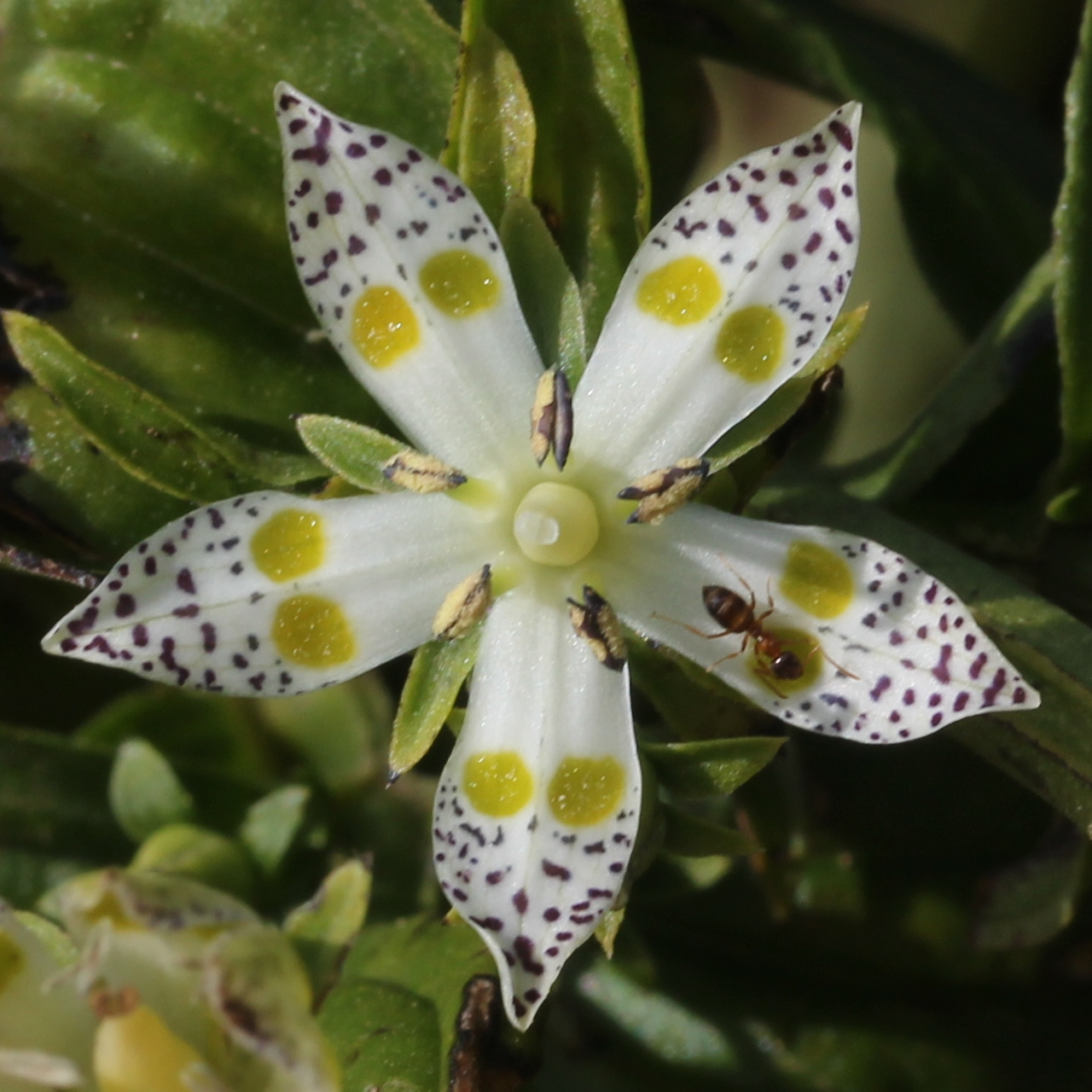
アケボノソウの蜜腺溝で蜜を採取中のアリ

蜜腺（みつせん）とは、被子植物で蜜を分泌する器官あるいは組織。明瞭な突起となっている場合には腺体というが、蜜以外の物質を有する腺体もあるので、特に蜜腺体ともいう。
多くの植物（虫媒花）では花の内側、花弁・雄蕊・雌蕊の基部付近、あるいは花盤にあり、花内蜜腺という。また花弁や雄蕊が退化して蜜腺体になった植物も多い。花が咲くと蜜が分泌され、チョウやハチなどの昆虫、ハチドリなどの鳥類やコウモリがこの蜜を餌とする。植物としてはこれらの動物による授粉の役に立ち、その必要のない風媒花などでは蜜腺は退化している。虫媒花でも蜜腺が退化した「花粉花」もある。
普通は花が散ると蜜腺も役目を終えるが、その後も蜜腺が機能する植物もある（例えばキツネノマゴ科ルエリア属）。また花の中ではなく花序に独立の蜜腺ができる植物もあり、例えばトウダイグサ属の総苞やソクズの花序の蜜腺体がある。
花以外の部分に蜜腺（花外蜜腺）を持つ植物もある。例えばサクラ属やアカメガシワなどの葉の基部にあるものがよく知られる。これらではアリが集まっているのがよく観察され、一説には（上記の花後に残る蜜腺も含めて）アリを誘引して植物に有害な他の昆虫を排除する役割があるのではないかといわれる。